# NorNed

Verlauf der Leitungen NorNed und NordLink, vorgesehener Verlauf von NorGer.

NorNed ist die Bezeichnung einer 580 km langen Hochspannungs-Gleichstrom-Übertragungsleitung (HGÜ) zur Kopplung des norwegischen und des niederländischen Stromnetzes und dient dem Austausch von elektrischer Energie. Die Leitung führt als Seekabel von Feda in Norwegen durch die Nordsee nach Eemshaven im Norden der Niederlande.
Die Anlage nahm am 6. Mai 2008 den Betrieb auf, am 11. September 2008 wurde sie offiziell von der niederländischen Ministerin Maria van der Hoeven („Minister van Economische Zaken“) eröffnet. Die Leitung ist 580 km lang und wird als bipolare HGÜ mit einer nominalen Gleichspannung von ±450 kV betrieben. Die elektrische Energie kann in beide Richtungen übertragen werden:
Norwegen verfügt über etwa 1250 Wasserkraftwerke, die überwiegende Mehrzahl sind als Speicherkraftwerke ohne Pumpfunktion ausgeführt.

## Planung und Bau
Am 19. Januar 2004 gaben der niederländische Netzbetreiber Tennet und die norwegische Statnett zusammen bekannt, ein Hochspannungskabel durch die Nordsee verlegen zu wollen, dafür zusammen 600 Millionen Euro zu investieren und es 2008 in Betrieb zu nehmen (was auch gelang). Das Kabel sollte den Import von Elektrizität aus Norwegen ermöglichen und die Verbindung zwischen den skandinavischen und westeuropäischen Energiemärkten erweitern.
Der Bau des Kabels war 1991 in einem Grundsatzabkommen zwischen der niederländischen SEP (Verbund der niederländischen Elektrizitätserzeuger) und der Noorse Statkraft vereinbart worden. Anlässlich der Auflösung der SEP, der Privatisierung des Elektrizitätssektors in NL und der niedrigen Energiepreise wurde das Projekt jedoch zwischenzeitlich unterbrochen.
Die Energiekamer, ein Teil des niederländischen Kartellamts, genehmigte die Pläne für das NorNed-Kabel am 23. Dezember 2004. Die ersten Abschnitte wurden im Frühjahr 2006 verlegt, abgeschlossen wurde der Bau im April 2008. Am 5. Mai 2008 fand die erste Kapazitätsversteigerung statt, am 6. Mai 2008 begann die kommerzielle Nutzung.
Die Verlegung des Kabels erfolgte in Abschnitten durch einen Kabelleger. Das Kabel wurde entweder mit Hilfe einer speziellen ferngesteuerten Aushubmaschine im Meeresboden versenkt oder nach Verlegung mit Sand zugeschüttet.

## Technik

Prinzip der NorNed. Die DC Line stellt die beiden Pole des Seekabels zwischen Norwegen und Niederlande dar.

Das 580 km lange Kabel verläuft vom niederländischen Eemshaven über den Boden der Nordsee in das norwegische Feda, Gemeinde Kvinesdal. 420 km der Kabelstrecke verlaufen in seichtem Gewässer (bis 50 m) und 160 km in einer Tiefe von bis zu 409 m. 270 km des Kabels sind doppelt ausgeführt, 310 km einfach. Die einfache Ausführung wiegt etwa 37,5 kg/m, die doppelte 85 kg/m. Das Gesamtgewicht des Kabels beträgt an die 47.000 Tonnen.
Die Verbindung wird durch Hochspannungs-Gleichstrom-Übertragung (HGÜ) hergestellt. Der bei Freileitungen am Land üblicherweise verwendete Dreiphasenwechselstrom kann bei langen Distanzen nicht über Seekabel übertragen werden, da der Blindleistungsbedarf von Seekabeln zu groß ist. Das Seekabel ist als bipolare Leitung zweiadrig ausgeführt und kann eine maximale Wirkleistung von 700 MW übertragen. Der Wirkungsgrad der Übertragungsstrecke wird bei 600 MW (ohne Konverterstationen) mit 96,3 % angegeben.
An beiden Enden des Kabels befinden sich Konverterstationen mit Stromrichtern, die den Dreiphasenwechselstrom der nationalen Netze gleichrichten, sowie mit Wechselrichtern, die den Gleichstrom in Dreiphasenwechselstrom umrichten, der in die nationalen Netze eingespeist wird. Diese bestehen auf beiden Seiten aus je 2 × 120 Thyristoren in Serienschaltung mit drei Reserve-Thyristoren, so dass der Ausfall von bis zu drei Thyristoren ohne Betriebsunterbrechung bis zum nächsten Service überbrückt werden kann.
Im Gegensatz zu der Technik der monopolaren Hochspannungs-Gleichstrom-Übertragung, wie beim Baltic Cable, entfällt bei der bipolaren NorNed-Übertragung die Problematik des Betriebsstrom führenden Erders eines Pols der HGÜ. Der Vorteil ist die Vermeidung der Elektrolyse des Meerwassers im Bereich der großflächigen Elektroden, die als Erder eingesetzt werden. Diesen Vorteil erkauft man sich allerdings durch den Nachteil, zwei statt nur einem Hochspannungskabel verlegen zu müssen.
In Eemshaven beherbergt die Stromrichterhalle alle Komponenten der Anlage inklusive Stromrichtertransformatoren, Oberschwingungsfilter mit 432 Mvar und einer gasisolierten Schaltanlage zum 400-kV-Verbundnetz. In Feda befindet sich nur der Stromrichter in einer Halle, der Oberschwingungsfilter mit 485 Mvar, die Transformatoren und die Schaltanlage zum 300-kV-Stromnetz sind im Freien aufgestellt. 
Die Stromrichtertransformatoren bestehen, wie bei größeren HGÜ-Anlagen üblich, auf beiden Seiten aus drei einzelnen Einphasentransformatoren.

## Wirtschaftliche Aspekte
Die gesamten Kosten für das NorNed-Kabel beliefen sich auf etwa 600 Millionen Euro. Nach vier Monaten Betrieb hat das Kabel einen Ertrag von etwa 70 Millionen Euro eingebracht, was knapp 12 % der Baukosten entspricht. In der Wirtschaftlichkeitsrechnung für NorNed wurden der Jahresertrag auf 64 Millionen Euro geschätzt. Bis Anfang September 2008 wurden insgesamt 1,8 Millionen Megawattstunden durch das Kabel geleitet, 1,7 Millionen Megawattstunden von Norwegen in die Niederlande und 0,1 Millionen Megawattstunden von den Niederlanden nach Norwegen.
Im Mai 2012 wurde berichtet, dass mit dem Kabel seit seiner Inbetriebnahme ein Umsatz von über 285 Millionen Euro gemacht wurde. Seit März 2012 ist es möglich, per Börse den Stromhandel über das Kabel abzuwickeln.
Vergleichbare Kabel liegen bereits
- zwischen Dänemark und Schweden (Konti-Skan),
- zwischen Norwegen und Dänemark (Cross-Skagerrak) und
- den Niederlanden und Großbritannien (BritNed-Kabel).